# 10645 Brač
10645 Brač, s privremenom oznakom 1999 ES4, kameni je asteroid iz porodice Eunomia, iz središnjeg područja asteroidnog pojasa, promjera približno 10 kilometara. Otkrio ju je 14. ožujka 1999. hrvatski astronom Korado Korlević na zvjezdarnici Višnjan, a ime je dobila po hrvatskom otoku Braču.

## Klasifikacija i orbita
Asteroid je član porodice Eunomia, velike skupine asteroida tipa S i najistaknutije obitelji u srednjem glavnom pojasu. Kruži oko Sunca na udaljenosti od 2,2–3,1 AJ jednom svake 4 godine i 4 mjeseca (1583 dana). Njegova orbita ima ekscentricitet od 0,18 i inklinaciju od 13 ° u odnosu na ekliptiku. Prvo predotkriće napravljeno je u američkoj zvjezdarnici Goethe Link 1962. godine, produžujući luk promatranja asteroida za 37 godina prije otkrića.

## Fizičke karakteristike
U listopadu 2014. fotometrijska promatranja talijanskog astronoma Silvana Casullija dala su rotacijsku svjetlosnu krivulju s periodom od 2.78592±0.00003 sata i amplitudom sjaja od 0,31 magnitude ({{{1}}}). Tri tjedna kasnije, druga svjetlosna krivulja je dobivena u US Etscorn Campus Observatory u Novom Meksiku, dajući istovremeni period od 2.785±0.005 s identičnom varijacijom u svjetlini ({{{1}}}).
Prema istraživanju koje je proveo NASA-in svemirski Wide-field Infrared Survey Explorer sa svojom naknadnom misijom NEOWISE, asteroid mjeri 10,3 kilometara u promjeru, a njegova površina ima albedo od 0.202±0.038, dok Collaborative Asteroid Lightcurve Link pretpostavlja albedo od 0,21 i izračunava promjer od 9,6 kilometara. Opsežno istraživanje Pan-STARRS -a (PS1) dodjeljuje LS-tip, srednji spektralni tip između uobičajenih, kamenih S-tipova i prilično rijetkih i crvenkastih asteroida L-tipa.

## Etimologija
Ovaj mali planet dobio je ime po hrvatskom otoku Braču, najvećem dalmatinskom otoku u Jadranskom moru, i mjestu gdje se nalazi Zvjezdarnica Pustinja Blaca.  Odobrenje imenovanja objavio je Minor Planet Center 15. prosinca 2005. (M.P.C. 55720).

## Vanjske poveznice
- Asteroid Lightcurve Database (LCDB), query form (info  Arhivirana inačica izvorne stranice od 16. prosinca 2017. (Wayback Machine))
- Dictionary of Minor Planet Names, Google books
- Asteroids and comets rotation curves, CdR – Observatoire de Genève, Raoul Behrend
- Discovery Circumstances: Numbered Minor Planets (10001)-(15000) – Minor Planet Center
- 10645 Brač at AstDyS-2, Asteroids—Dynamic Site
  - Ephemeris · Observation prediction · Orbital info · Proper elements · Observational info
- 10645 Brač at the JPL Small-Body Database   - Close approach · Discovery · Ephemeris · Orbit viewer · Orbit parameters · Physical parameters

- (engl.) Podaci o asteroidu 10645 Brač
- (engl.) Orbita asteroida 10645 Brač

… | 1999 DM2 | 10645 Brač | 10646 Machielalberts | …